# Деоничарско друштво
Деоничарско друштво (у употреби још деоничко и акционарско друштво) је привредно друштво са основним капиталом подељеним на известан број деоница (акција) са једнаким износима.
Деоничарско друштво је правно лице које одговара за своје обавезе искључиво својом имовином. Настаје удруживањем капитала више лица — оснивача, а на основу купљених акција. Оснива се уговором о оснивању, а ако га оснива један члан — одлуком о оснивању. Уговор о оснивању је формализован акт и мора се сачинити у писаном облику.
Претечом савремених деоничарских друштава сматра се Банка светог Ђорђа (итал. Banco di San Giorgio), основана 1407. године у Ђенови.

## Врсте
У погледу оснивања деоничарска друштва могу бити:
- сукцесивна — која настају тако што оснивачи преузму само део акција, а остатак прве емисије се или јавно пласира на тржишту или се постепено уводи на тржиште капитала
- симултана — када оснивачи преузму све акције прве (оснивачке) емисије; акције се код оваквог начина оснивања обезбеђују приватним пласирањем.

Деоничарско друштво може бити отвореног (јавног) или затвореног типа. Ако је предузеће отвореног типа његове акције се вреднују на берзи и предузеће има обавезу да јавно приказује финансијске извештаје. Власници предузећа су деоничари.
Организација деоничарског друштва је у великој мери прописана законима, а појединости y њиховим статутима. Купопродаја акција се врши на тржишту капитала:
- на примарном тржишту капитала обавља се пласман нове емисије акција; учесници на овом тржишту су деоничарска друштва која издају нову емисију акција и финансијски посредници (најчешће су то банке — инвестиционе и пословне);
- на секундарном тржишту (берза акција; енгл. Stock exchange, итал. Bursa) се купују и продају већ издате акције; основни финансијски посредници су брокери и дилери;
- на трећим тржиштима послују брокерске фирме које не желе да плаћају провизију регуларним берзама; ова тржишта нису јавна и чине их групе предузећа која су мање више међусобно независна.

Деоничарска (акционарска) друштва у називу предузећа имају суфикс „д. д.“ или „а. д.“.

## Органи
Основни органи деоничарског друштва су:
- Скупштина деоничара (орган власника)
- Управни одбор (орган управљања)
- Директор (пословодни орган)
- Надзорни одбор (орган контроле).

Статутом предузећа може се утврдити да се у предузећу бира и извршни одбор директора. Мандат или време избора појединаца на одређену функцију може бити различито у зависности од функције предузећа. Рок не може бити дужи од пет година, а могућност поновног избора није ограничена, што је добро јер поновни избор треба везати за успех у времену трајања претходног мандата.

## Предности деоничарских друштава
Овај облик организације има бројне предности по питању почетног финансирања предузећа јер омогућава да се доста капитала прикупи из већег броја мањих улога. Власници акција — деоничари на основу свог удела у капиталу предузећа имају три групе права:
- право на дивиденду (део профита који се исплаћује деоничарима)
- право учествовања у одлучивању (односи се на избор управе предузећа)
- право на део ликвидационе масе у случају ликвидације предузећа

Постоје и друге предности деоничарских друштава због којих она и представљају доминантан облик организације предузећа и због чега управо та предузећа располажу највећим делом светског капитала. Међу најважнијима је ограничена одговорност деоничара. Наиме, власници акција материјално одговарају за резултате пословања предузећа само до вредности њихових акција и та вредност је највише што могу изгубити уколико предузеће не послује добро. Деоничари не одговарају целокупном имовином за евентуалне обавезе и дугове предузећа, већ само капиталом уложеним у предузеће.
Још једна од предности је и професионални менаџмент који најчешће руководи деоничарским друштвом и одговара деоничарима, чиме се постиже раздвојеност управе од власништва.